# Kathedrale St. Teresa von Ávila

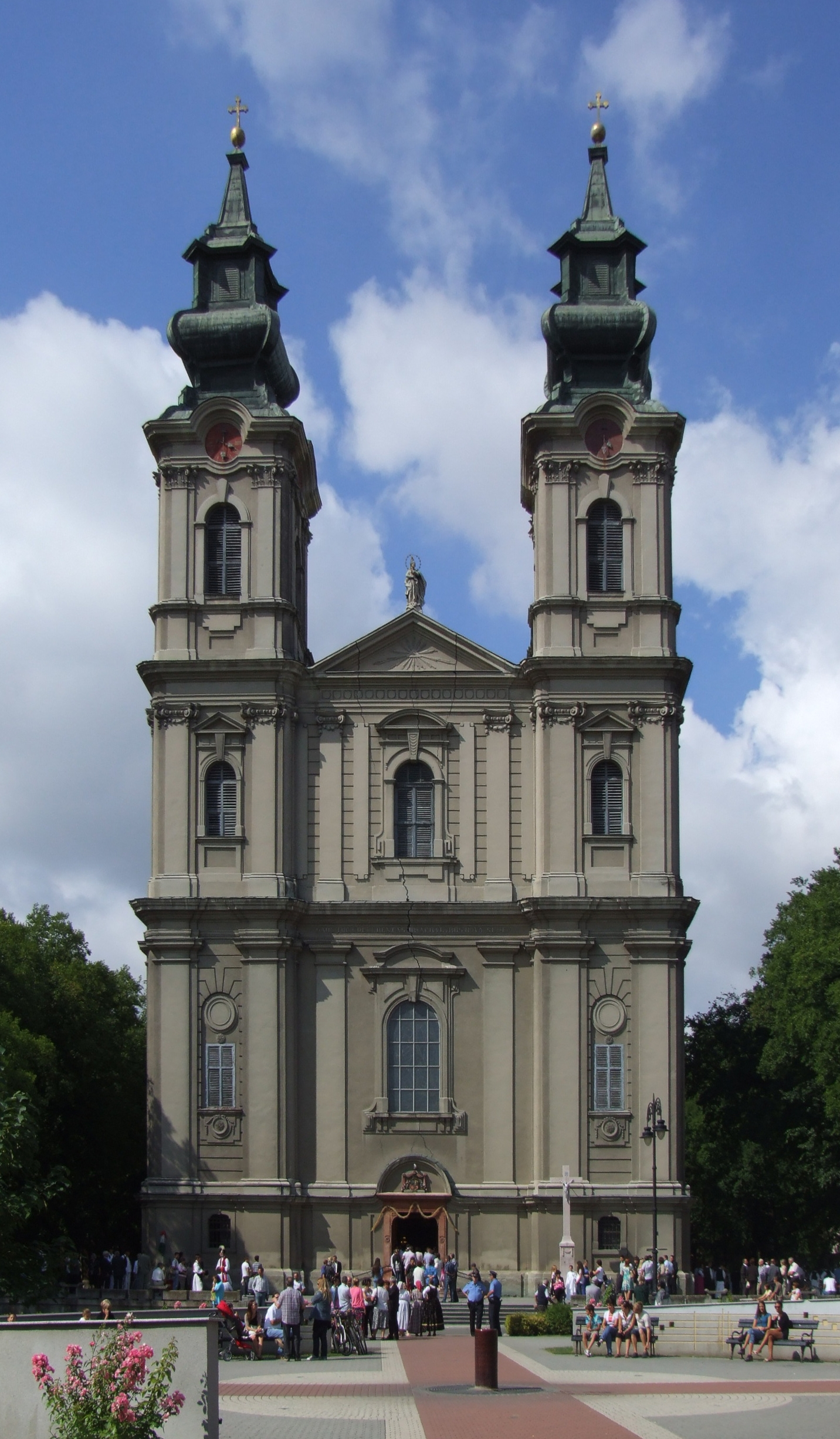
Kathedrale

Die Kathedrale St. Teresa von Ávila (Serbisch und kroatisch Katedrala Svete Terezije Avilske, ungarisch A szabadkai Szent Teréz székesegyház) ist eine römisch-katholische Kirche in Subotica, Serbien. Die der hl. Teresa von Ávila gewidmete Kathedrale ist Sitz des Bischofs von Subotica und trägt den Titel einer Basilica minor.

## Geschichte
Die Kirche wurde zwischen 1773 und 1779 zur Zeit des Habsburgerreiches gebaut. Mit der Errichtung der Apostolischen Administratur Jugoslawien am 10. Februar 1923 durch Papst Pius XI. und der Errichtung des Bistums Subotica am 25. Januar 1968 wurde die Kirche zur Kathedrale. Seit 1973 ist die Kathedrale ein geschütztes Kulturdenkmal von Serbien. Papst Paul VI. gab der Kathedrale am 29. April 1974 zusätzlich den Rang einer Basilica minor.

## Bauwerk
Die barocke Kirche wurde durch den Pester Architekten Franz Kaufmann mit einer Doppelturmfassade entworfen. Das Gebäude hat bei einer Länge von 61 Metern eine Breite von 26 Metern. Die Kirchenschiffe haben eine Höhe von 18 Metern, die Türme ragen 64 Meter hoch. Noch im Jahre 1797 wurde auf dem Giebel zwischen den Glockentürmen eine Marienstatue von Friedrich Held aufgestellt. Die wertvollen Altarmalereien stammen vom Maler Joseph Karl Schöfft, abgesehen von dem Bild der Heiligen Familie, gemalt von Kaspar Schleibner und dem Heiligen Kreuz, das von Emanuel Walch aus Innsbruck stammt. Die heutige Orgel wurde von József Angster 1897 gebaut, eine Renovierung erfolgte 1997. Am Ende des 19. Jahrhunderts erhielt Kirche die heutigen Bleiglasfenster, 18 lebensgroße Statuen und eine Sakristei. Die Außenseite wurde im Jahre 1912 letztmals instand gesetzt. Aus Anlass des 200. Jahrestags der Kathedrale wurde die Ausstattung in den Jahren 1972 und 1973 restauriert.